# پرکادین
پرکادین (به صربی: Prekadin) یک منطقهٔ مسکونی در صربستان است که در پروکوپلیه واقع شده‌است. پرکادین ۱۶۷ نفر جمعیت دارد.